# Zdeněk Štybar
Zdenek Štybar (født 11. december 1985 i Planá u Mariánských Lázní) er en tjekkisk forhenværende cykelrytter. Han startede sin karriere i cykelcross, og er blandt andet blevet verdensmester tre gange.
Fra marts 2011 satsede han på landevejscykling, indtil sit karrierestop ved udgangen af 2023.

## Meritter

### Landevejscykling
2006
6. etape, Volta Ciclista Internacional a Lleida
3. etape, Tour des Pyrénées
2012
3. etape, Polen Rundt
2. plads samlet og 4. etape, Fire dage ved Dunkerque
2013
Samlet, 3. og 7. etape, Eneco Tour
7. etape, Vuelta a España
2014
 Tjekkisk mester på landevej
2. etape, Eneco Tour
Binche-Chimay-Binche
2015
Strade Bianche
6. etape, Tour de France
2016
2. etape, Tirreno–Adriatico
2017
 Tjekkisk mester på landevej
2019
5. etape, Volta ao Algarve
Omloop Het Nieuwsblad